# Miho Manya
Miho Manya (jap. 万屋 美穂, Manya Miho; * 5. November 1996 in der Präfektur Osaka) ist eine japanische Fußballspielerin.

## Karriere

### Verein
Sie begann ihre Karriere bei Mynavi Vegalta Sendai.

### Nationalmannschaft
Mit der japanischen U-17-Nationalmannschaft qualifizierte sie sich für die U-17-Weltmeisterschaft der Frauen 2012.
Manya absolvierte ihr erstes Länderspiel für die japanischen Nationalmannschaft am 27. Juli 2017 gegen Brasilien. Insgesamt bestritt sie sieben Länderspiele für Japan.